# Накано (станция, Токио)
Станция Накано (яп. 中野駅 накано эки) — железнодорожная станция на линиях Тюо-Собу, Тюо (Скорая) и  Тодзай, расположенная в специальном районе Накано, Токио. Станция обозначена номером T-01 на линии Тодзай.

## История
Станция была открыта 11 апреля 1889 года на линии Тюо.
Станция линии Тодзай была открыта 16 марта 1966 года.

## Планировка станции

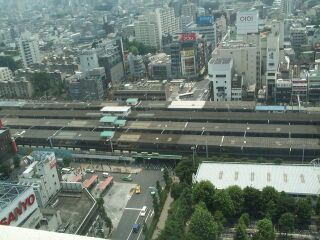
Вид с верху на станцию Накано

Четыре платформы островного типа 8 путей.
| 1 | ■Линия Тюо-Собу     | Митака, Мусаси-Коганэи, Татикава (Составы с линии Собу)                                      |
| 1 | ■Линия Тюо          | Митака, Татикава, Хатиодзи, Такао (ранним утром и вечером, составы от станции Токио)         |
| 2 | ■Линия Тюо-Собу     | Синдзюку, Акихабара, Кинситё, Фунабаси, Тиба (начинают движение от данной станции)           |
| 2 | ■Линия Тюо          | Синдзюку, Отяномидзу, Токио (ранним утром и вечером, составы до станции Токио)               |
| 3 | ■Линия Тюо-Собу     | Митака (составы с линии Тодзай)                                                              |
| 3 | ○Линия Тодзай       | Отэмати, Тоётё, Ниси-Фунабаси, Цуданума,Тоё-Кацутадай (начинают движение от данной станции)  |
| 4 | ○Линия Тодзай       | Отэмати, Тоётё, Ниси-Фунабаси, Цуданума, Тоё-Кацутадай (начинают движение от данной станции) |
| 5 | ■Линия Тюо-Собу     | Синдзюку, Акихабара, Кинситё, Фунабаси, Тиба (составы от станции Митака）                    |
| 5 | ○Линия Тодзай       | Отэмати, Тоётё, Ниси-Фунабаси, Цуданума, Тоё-Кацудай (составы от станции Митака)             |
| 6 | ■Линия Тюо (Скорая) | Татикава, Хатиодзи, Такао, Оцуки                                                             |
| 7 | ■Линия Тюо (Скорая) | Синдзюку, Отяномидзу, Токио (только по утрам в будние дни)                                   |
| 8 | ■Линия Тюо (Скорая) | Синдзюку, Отяномидзу, Токио                                                                  |

## Близлежащие станции
| «             |  | Линия                                                     |  | »                |
| ------------- |  | --------------------------------------------------------- |  | ---------------- |
| Синдзюку      |  | Линия Тюо (Rapid, commuter rapid; только по будням)       |  | Коэндзи          |
| Синдзюку      |  | Линия Тюо (Rapid; только в выходные дни)                  |  | Огикубо          |
| Синдзюку      |  | Линия Тюо (Special rapid, Ōme rapid services от/до Токио) |  | Митака           |
| Хигаси-Накано |  | Линия Тюо-Собу                                            |  | Коэндзи          |
| Отиаи (T-02)  |  | Линия Тодзай                                              |  | Конечная станция |